# Pataki Ferenc (festő)
Pataki Ferenc (Szeged, 1941. június 17. –) magyar festőművész, grafikus. A SZTE Főiskolai Kar Rajz-Művészettörténet Tanszékének művésztanára (1974–1976, 2008–2010).

## Életútja
Középiskolai tanulmányait a szegedi Radnóti Miklós Gimnáziumban kezdte (1955-1957), majd a budapesti Képző- és Iparművészeti Gimnáziumban folytatta, itt tett érettségi vizsgát 1960-ban. Felsőfokú tanulmányokat Budapesten a Magyar Képzőművészet Főiskolán folytatott 1960 és 1966 közt, ugyanitt rajztanári képesítést is szerzett. 1966-ban elnyerte a Fiatal Művészek Stúdiójának ösztöndíját, s Rottenbiller utcai közös műteremben dolgozott. Tanulmányainak, s egész további életének előterében a festészet és a grafika állt, mesterei voltak Kmetty János és Bernáth Aurél. Kísérletező alkatú művész, mindig tanulmányozta a képzőművészet legújabb eredményeit, irányvonalát, s azokból, amit jónak látott beépítette alkotói tevékenységébe, saját mítoszába. Formanyelvére talán leginkább Csernus Tibor, Max Ernst és Jackson Pollock hatott, érzelmileg inspirálta munkásságát Baka István költővel, s Darvasi László íróval való barátsága. Témái természetiek, társadalmiak, érzelmiek és gondolatiak. Otthonosan mozog a legkülönfélébb festészeti technikákban, műfajokban és grafikai eljárásokban. Külföldi tanulmányutakra az 1980-as évek elejétől nyílt lehetősége, 1981-ben Turkuban, 1993-ban Londonban, 1998-ban Dijonban és Berlinben, 2000-ben az Amerikai Egyesült Államokban járt. 1968-tól kezdve folyamatosan megmérette alkotásait csoportos és egyéni kiállításokon, az 1990-es években több gyűjteményes kiállítása volt. 2011-ben sikeressé vált a szegedi Reök-palotában tartott jubileumi kiállítása, amely 45 éves munkásságának bemutatására vállalkozott, a művész 70 éves volt ekkor, még mindig tele energiával és tervekkel, de már erős visszatekintéssel, áttekintéssel és összefoglalással is. A képzőművészeti élet aktív résztvevője, például 2014 május 29-én ő nyitotta meg „Kölcsön-hatások – festmények, szobrok” című kiállítást a budapesti Vízivárosi Galériában, ahol Götz János, Jándi Zsuzsanna, Götz Johanna alkotásai kerültek bemutatásra.
1969-től Szegeden, jelenleg Újszentivánon él és alkot. Polgári foglalkozását tekintve a szegedi Juhász Gyula Tanárképző Főiskola Rajz Tanszékének művésztanáraként is működött (1974-1976, 2008-2010), s 1978 és 1990 közt a Makói Grafikai Művésztelep rendszeres résztvevője. Életének legtöbb évtizedét az alkotásnak és a művészetszervezésnek szentelte. Számos közgyűjteményben őrzik alkotásait, köztük a Magyar Nemzeti Galéria, a szegedi Móra Ferenc Múzeum, a debreceni Déri Múzeum, a miskolci Herman Ottó Múzeum, a székesfehérvári Szent István Király Múzeum, a makói József Attila Múzeum, a kiskunfélegyházi Kiskun Múzeum, a békéscsabai Munkácsy Mihály Múzeum, a salgótarjáni Nógrádi Történeti Múzeum, a hódmezővásárhelyi Tornyai János Múzeum, a győri Xántus János Múzeum.
Közösségi térben megjelent alkotásai: Szegeden a Technika Házában (Örvény, sgraffito; Kompozíció, sgraffito, 1973), a volt Bartók Béla Művelődési Központban (Forgás, pannó, 1974), a pusztaszeri házasságkötő teremben (Őséletfa c. pannó, 1982-83) és Ajnácskőn a Kisboldogasszony templomban (Stációk c. táblaképek, 1996) láthatók.

## Kiállításai (válogatás)

### Egyéni
- 1970, 1975 • Móra Ferenc Múzeum Képtára, Szeged
- 1973 • Stúdió Galéria, Budapest
- 1979 • Lamberg-kastély, Mór
- 1980 • Mednyánszky Terem, Budapest • "B" Galéria, Szeged
- 1981 • Városi Kiállítóterem, Makó
- 1982 • Horváth E. Galéria, Balassagyarmat
- 1986 • "B" Galéria, Szeged
- 1987 • Vár Galéria, Gyula
- 1989 • Ferenczy Terem, Pécs
- 1991 • Vigadó Galéria, Budapest (gyűjt., kat.[2]) • Móra Ferenc Múzeum Képtára, Szeged (gyűjt.)
- 1994 • Városi Galéria, Csongrád • "B" Galéria, Szeged
- 1996 • MOL Rt. Galéria, Szolnok
- 1998 • Hevesi Sándor Színház, Zalaegerszeg • Juhász Gyula Művelődési Központ, Szeged
- 2000 • Tiszai Galéria, Csongrád
- 2001 • Vigadó Galéria, Budapest
- 2010 • "Helyzetkép", Pelikán Galéria, Székesfehérvár
- 2011 • Kézjegy : Pataki Ferenc festőművész jubileumi életmű-kiállítása, Reök-palota, Szeged

### Csoportos
- 1968 • Stúdió '58-68, Műcsarnok, Budapest
- 1969 • Mai magyar képzőművészek, Kulturális Kapcsolatok Intézete, Prága
- 1971 • Öten, Műcsarnok, Budapest Asszonyi Tamással, Csikszentmihályi Róberttel, Götz Jánossal, Végh Andrással]
- 1974 • 11 Fiatal művész, Szent István Király Múzeum, Székesfehérvár
- 1978 • Festészet '77, Műcsarnok, Budapest
- 1979 • Magyar grafika '78, Magyar Nemzeti Galéria, Budapest
- 1983 • Új művészetért 1960-1975, Móra Ferenc Múzeum Képtára, Szeged • Mai magyar grafika és rajzművészet, Magyar Nemzeti Galéria, Budapest
- 1989 • Téli Tárlat, Magyar Képzőművészek és Iparművészek Szövetsége, Műcsarnok, Budapest
- 1990 • Kép '90, Műcsarnok, Budapest
- 1993 • II. Nemzetközi Grafikai Biennálé, Xantus János Múzeum, Győr
- 1994 • III. Nemzetközi Papír - Textil Verseny és Kiállítás, Tokió • Kyoto (JP) • Szinyei Társaság kiállítása, Vigadó Galéria, Budapest
- 1995 • IV. Nemzetközi Papír - Textil Verseny és Kiállítás, Tokió • Kyoto (JP)
- 1997 • Fehér Képek, Vigadó Galéria, Budapest • Síkplasztikák, Újpest Galéria, Budapest
- 1999 • II. Festészeti Triennálé, Szekszárd
- 2000 • IV. Országos Pasztell Biennálé, Balassa Bálint Múzeum, Esztergom • X. Országos Rajzbiennálé, Salgótarján
- 2006 • "Festőrajzok", Magyar Festők Társaságának kiállítása, Várnegyed Galéria, Budapest[3]

## Társasági tagság
- Magyar Alkotóművészek Országos Egyesülete (MAOE )
- Magyar Képzőművészek és Iparművészek Szövetsége
- Szinyei Merse Pál Társaság
- Magyar Festők Társasága
- Bernáth Aurél Társaság
- Magyar Vízfestők Társasága
- SZÖG-ART Művészeti Egyesület (1991-, alapító tag)

## Díjak, elismerések
- 1971, 1977, 1984, 1990: Nyári Tárlat díjai, Szeged;
- 1975: Kulturális Minisztérium dicséret;
- 1975, 1987: Alföldi Tárlat díjai, Békéscsaba;
- 1976, 1990: Őszi Tárlat díjai, Hódmezővásárhely;
- 1994: Szegedért emlékérem;
- 1998: a dijoni Nemzetközi Vasutas kiállítás díja; a losonci VI. Nemzetközi Akvarell Triennálé díja;
- 2000: a szegedi VIII. Táblaképfestészeti Biennálé díja;
- 2001: a Szegedért Alapítvány Művészeti Kuratóriumának díja.